# Brand in meisjesschool te Mekka
Bij een brand in een meisjesschool te Mekka kwamen op 11 maart 2002 15 schoolmeisjes om het leven. Er vielen tientallen gewonden. Op de school zaten circa 750 meisjes in de leeftijd van 13 tot 17 jaar. 9 doden waren afkomstig uit Saoedi-Arabië, de overigen kwamen uit Tsjaad, Egypte, Guinee, Niger en Nigeria.

## Brand
Nadat in het gebouw van Meisjesschool no. 31 brand uitbrak probeerden de meisjes te vluchten uit het gebouw. De sleutels waren echter in het bezit van een mannelijke bewaker die de poort weigerde te openen. De meisjes probeerden zonder gezichtssluier en overkleding hun jonge leven te redden. Agenten van het Comité ter bevordering van deugd en voorkoming van kwaad, de Saoedische politie (ook wel Mutaween) weerhielden de meisjes ervan het gebouw te verlaten omdat zij geen hoofddoekjes droegen en omdat er geen mannelijke familieleden waren om hen te vergezellen. De Mutaween sloegen ook voorbijgangers en brandweerlieden die probeerden de meisjes te helpen.

## Internationale aandacht
De brand trok internationaal aandacht, vooral omdat voor het eerst in de Saoedische geschiedenis er kritiek werd uitgeoefend op het gevreesde en machtige Comité ter bevordering van de deugd en ter voorkoming van de zonde.
Op 15 mei 2010 werd bekend dat Saoedische mannelijke hulpverleners voortaan in noodgevallen meisjesscholen mogen binnengaan. Als directe aanleiding werd de in dit artikel beschreven brand in de meisjesschool van 2002 genoemd.